# Gabinete Doumergue II
O Gabinete Doumergue II foi o ministério formado por Gaston Doumergue em 09 de fevereiro de 1934 e dissolvido em 08 de novembro do mesmo ano. Foi o 96º gabinete da Terceira República Francesa, sendo antecedido pelo Gabinete Daladier II e sucedido pelo Gabinete Flandin I.

## Contexto
Gaston Doumergue, que havia se aposentado da vida política após o fim de seu mandato de sete anos como Presidente da França, foi chamado de volta como Presidente do Conselho de Ministros após os sangrentos eventos de 6 de fevereiro de 1934, formando um governo de unidade nacional, composto pelo Partido Radical e pela direita - foi o primeiro governo a contar com a participação do então general Philippe Pétain.
Ainda popular, o objetivo de seu segundo gabinete era reformar as instituições francesas para reduzir a instabilidade ministerial. Porém, seu projeto não obteve sucesso: por estar com a saúde debilitada, era difícil para ele arbitrar os conflitos dentro de um governo no qual se depositavam as maiores esperanças, uma vez que simbolizava a unidade da nação, mas que na realidade era composto por ministros de todos os lados do espectro político e que não se entendiam. Verificou-se, no entanto, uma recuperação das finanças públicas.
O gabinete também foi enfraquecido pelo assassinato de Louis Barthou, em 9 de outubro, e Doumergue preferiu renunciar logo depois, em 8 de novembro, sendo substituído por Pierre-Étienne Flandin.

## Composição
- Presidente da República: Albert Lebrun
- Presidente do Conselho de Ministros: Gaston Doumergue
- Ministro dos Estrangeiros: Louis Barthou; Pierre Laval
- Ministro da Justiça: Henry Chéron; Henry Lémery
- Ministro do Interior: Albert Sarraut; Paul Marchandeau
- Ministro da Guerra: Philippe Pétain
- Ministro das Finanças: Louis Germain-Martin
- Ministro da Educação Nacional: Aimé Berthod
- Ministro das Obras Públicas: Pierre-Étienne Flandin
- Ministro da Agricultura: Henri Queuille
- Ministro do Comércio e Indústria: Lucien Lamoureux
- Ministro dos Correios, Telégrafos e Telefones: André Mallarmé
- Ministro do Trabalho: Adrien Marquet
- Ministro das Pensões: Georges Rivollet
- Ministro da Saúde Pública e Educação Física: Louis Marin
- Ministro da Marinha Militar: François Piétri
- Ministro do Ar: Victor Denain
- Ministro da Marinha Mercante: William Bertrand
- Ministro das Colônias: Pierre Laval; Louis Rollin
- Ministro de Estado: Édouard Herriot
- Ministro de Estado: André Tardieu

## Realizações
- Apresentação do "Projeto Doumergue", prevendo a criação do cargo de "Primeiro-Ministro" e a possibilidade de o Presidente da República dissolver a Assembleia Nacional Francesa sem o consentimento do Senado Francês, um ano após as eleições parlamentares. De fato, o título de Presidente do Conselho de Ministros não era definido pela Constituição Francesa de 1875 e um simples ministro, titular de um ministério, exercia essa função. O objetivo da reforma era aumentar seus poderes.[4]